# 前田芳美
前田 芳美（まえだ よしみ、1980年12月25日 - ）は、日本のモデル、インディーズ・ミュージシャン。

## 概要
2007年夏から、「メトロとノリノリ」をキャッチコピーにした 東京メトロのクレジットカード To Me CARDのポスターに登場し、話題を集める。
インディーズのミュージシャンとしても活動しており、結婚式場ザ・グランドティアラのCMではウェディングドレス姿でギターを弾きながら歌を披露している。

## プロフィール
- 出身地：千葉県[3]
- 身長：170cm[4]
- 体重：50kg[4]
- サイズ：B 80cm、W 62cm、H 87cm[4]
- 血液型：O型[4]
- 趣味：歌、ダンス[3]
- 特技：民謡[3]

## 主な活動
- 東京メトロ To Me CARD ポスター[1]
- ザ・グランドティアラ イメージキャラクター[2](-2008年6月）